# Henrik Wiehe
Henrik Rosing Wiehe (* 9. Februar 1927 in Frederiksberg; † 1. Juli 1987 ebenda) war ein dänischer Schauspieler.

## Leben
Henrik Wiehe war der Sohn des Lebensmittelhändler Niels Otto Wiehe (1897–1948) und seiner Frau Eva Reventlow (1901–1969).
Henrik Wiehe war von 1946 bis 1949 festes Ensemblemitglied am Aarhus Teater. Von 1949 bis 1955 war er am Folketeatret engagiert und danach für mehrere Jahre als Darsteller am Königlichen Theater Kopenhagen.
Als Schauspieler vor der Kamera wirkte Wiehe von 1950 bis 1974 in über 50 Film-und-Fernsehproduktionen mit, so auch in Slap af, Frede!, Martha, Die Olsenbande und ihr großer Coup und in der Serie Oh, diese Mieter!. Wiehe war dabei oftmals in Nebenrollen besetzt.
Wiehe führte mit dem Fotomodel Ellinor Vedel (1928–2007) eine Beziehung. Von 1958 bis 1962 war er mit der Schauspielerin Ghita Nørby zusammen. Später war er einige Jahre mit der Schauspielerin Lene Vasegaard (* 1940) verheiratet. Die Ehe blieb kinderlos. 
Henrik Wiehe starb am 1. Juli 1987 im Alter von 60 Jahren. Er wurde auf dem Vestre-Kirkegard beigesetzt.

## Filmografie (Auswahl)
- 1950: Susanne
- 1955: Die Verblendeten (Blændværk)
- 1958: Hinein ins Vergnügen (Soldaterkammerater)
- 1960: Baronesse (Baronessen fra benzintanken)
- 1961: Barbara
- 1966: Slap af, Frede!
- 1967: Martha
- 1968: Das liebste Spiel (Det kære legetøj)
- 1968: Tartuffe
- 1970: Oh, diese Mieter! (Huset på Christianshavn, Fernsehserie, 1 Folge)
- 1972: Die Olsenbande und ihr großer Coup (Olsen-bandens store kup)